# Ubisse
Simane Almeida znany jako Ubisse – mozambicki piłkarz grający na pozycji obrońcy. W swojej karierze grał w reprezentacji Mozambiku.

## Kariera reprezentacyjna
W 1986 roku Ubisse został powołany do reprezentacji Mozambiku na Puchar Narodów Afryki 1986. Na tym turnieju rozegrał jeden mecz grupowy, z Egiptem (0:2).